# Buddleja praecox
Buddleja praecox là một loài thực vật có hoa trong họ Huyền sâm. Loài này được Lingelsh. mô tả khoa học đầu tiên năm 1922.